# 마르카지주

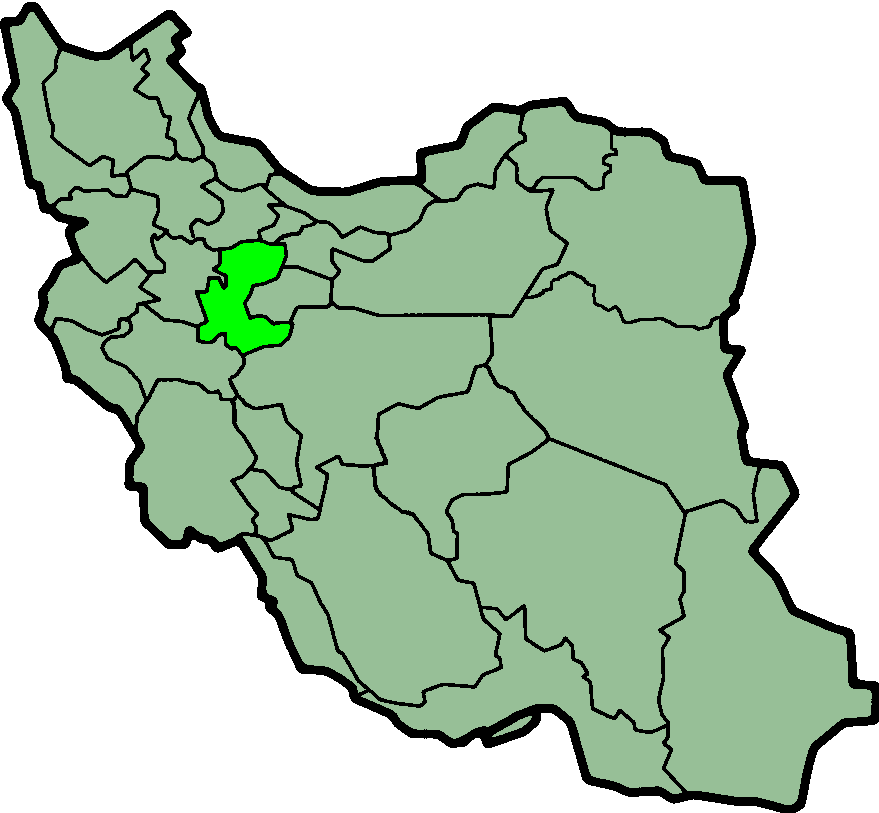
마르카지주

마르카지주(페르시아어: استان مرکزی)는 이란을 구성하는 31개 주 가운데 하나로, 이란 서부에 위치하고 있다. 마르카지는 페르시아어로 "중앙, 중부"를 뜻한다. 주도는 아라크이며 면적은 29,127km2, 인구는 1,351,257명(2006년 기준)이다.
마르카지주의 도시로 사베흐, 아라크, 마할라트, 호메인, 델리잔, 타프레슈, 아슈티안, 샤잔드, 혼다브가 있다.

## 인구
| 연도        | 인구      | ±%    |
| ----------- | --------- | ----- |
| 2006        | 1,326,826 | —     |
| 2011        | 1,413,959 | +6.6% |
| 2016        | 1,429,475 | +1.1% |
| amar.org.ir |           |       |